# تپه قرن یارق
تپه سدهٔ یارق در شهرستان ترکمن، بخش گمیشان، روستای سقر تپه واقع شده و این اثر در تاریخ ۱۰ خرداد ۱۳۸۲ با شمارهٔ ثبت ۸۸۷۵ به‌عنوان یکی از آثار ملی ایران به ثبت رسیده است.